# The Promiseland
The Promiseland es el trigesimoquinto álbum de estudio del músico estadounidense Willie Nelson publicado por la compañía discográfica Columbia Records en 1986. Alcanzó el primer puesto en la lista Top Country Albums de Billboard.

## Lista de canciones
1. "Living in the Promiseland" – 3:18
2. "I'm Not Trying to Forget You" – 3:17
3. "Here in My Heart" – 3:50
4. "I've Got the Craziest Feeling" – 2:54
5. "No Place But Texas" – 3:22
6. "You're Only in My Arms (To Cry on My Shoulder)" – 3:16
7. "Pass It On" – 3:10
8. "Do You Ever Think of Me" – 2:17
9. "Old Fashioned Love" – 2:47
10. "Basin Street Blues" – 4:09
11. "Bach Minuet in G" – 1:36

## Personal
- Willie Nelson - guitarra, voz
- Biff Adam - batería
- Ritchie Albright - batería
- Jim Belken - violín
- Jimmy Belkin - violín
- Paul Buskirk - guitarra
- Johnny Gimble - violín
- Bill Ginn - teclados
- Dennis Hromek - batería
- David Jones - guitarra
- David Lynn Jones - guitarra
- Freddy Powers - guitarra
- Mickey Raphael - armónica
- Dean Reynolds - contrabajo
- Bee Spears - bajo
- Spencer Starnes - bajo
- Clint Strong - guitarra
- Mark Yeary - teclados

## Posición en listas
| País           | Lista              | Posición |
| -------------- | ------------------ | -------- |
| Estados Unidos | Top Country Albums | 1        |